# Aga Khan V
Le prince Rahim al-Hussaini, dit Rahim Aga Khan puis Aga Khan V (né le 12 octobre 1971 à Genève, en Suisse), est le fils de l'Aga Khan IV. Basé à Genève, il est actif depuis des années dans la gouvernance de l'Aga Khan Development Network (AKDN).
Le 5 février 2025, il succède à son père en tant que 50e imam de la communauté ismaélienne nizârite avec le titre d'Aga Khan V. Il est officiellement investi à ce titre, à Lisbonne, le 11 février 2025.

## Biographie

### Années de formation
Le prince Rahim, né le 12 octobre 1971 à Genève, en Suisse, est le deuxième des quatre enfants et fils aîné du prince Karim Aga Khan IV et de sa première épouse, la princesse Salimah Aga Khan (en).
Le prince Rahim a fait ses études secondaires aux États-Unis, à la Phillips Academy d'Andover (Massachusetts). En 1996, il obtient une licence de littérature comparée (B.A.) de l'université Brown.
En 2006, le prince Rahim termine le cursus de gestion et d’administration de la IESE Business School de l'université de Navarre, campus Barcelone, en Espagne.

### Carrière
Le prince Rahim est activement impliqué dans la gouvernance de l'Aga Khan Development Network (AKDN), au sein de laquelle il préside le comité pour l’environnement et le climat et co-préside le comité de supervision budgétaire.
Le prince Rahim est membre des comités exécutifs ou d'administration de plusieurs agences de l'AKDN et de structures affiliées, notamment l'Aga Khan Fund for Economic Development, l'Aga Khan University Foundation, l’Aga Khan Foundation, l’Aga Khan Development Network Foundation, l’Aga Khan Agency for Microfinance l’Aga Khan Trust for Culture. 

### Vie privée
Le prince Rahim épouse Kendra Spears (née le 5 août 1988) le 31 août 2013 à Genève, en Suisse. Kendra Spears, qui est un mannequin américain et l'égérie des maisons Prada et Armani, met fin à sa carrière peu de temps avant son mariage, se convertit et adopte le prénom musulman de Salwa.
Ils ont deux enfants : 
- le prince Irfan (né le 11 avril 2015)[6] ;
- le prince Sinan (né le 2 janvier 2017)[7],[8].

En 2019, le prince Rahim et la princesse Salwa Aga Khan font l'acquisition d'une maison à Unstad, dans la commune norvégienne de Vestvågøy, sur l'archipel des Îles Lofoten situé au nord de la Norvège,.
Le couple divorce en février 2022,.

## Titulature
- 12 octobre 1971 - 5 février 2025 : prince Rahim Aga Khan ;
- 5 - 10 février 2025 : Aga Khan V ;
- depuis le 10 février 2025 : Son Altesse l'Aga Khan V.

Le traitement d'altesse est formellement octroyé à l'Aga Khan V par le roi Charles III du Royaume-Uni le 10 février 2025.

## Distinctions
- Grand cordon de l'ordre du Nishan-e-Pakistan (en) (Pakistan, 2024)[14]
- Grand cordon de l'ordre national du Kenya (Kenya, 2025)[15]